# Wallago
Wallago es un género de peces de la familia Siluridae en el orden de los Siluriformes, distribuidos por ríos y lagos de Asia.

## Especies
Las especies de este género son:
- Wallago attu (Bloch y Schneider, 1801)
- Wallago hexanema (Kner, 1866)
- Wallago leerii Bleeker, 1851
- Wallago maculatus Inger y Chin, 1959
- Wallago micropogon Ng, 2004